# TT319
A TT319 (Theban Tomb 319) vagy MMA 31 II. Noferu királyné sírja, aki II. Montuhotep testvére és felesége, III. Antef és Iah leánya volt. I. e. 2000 körüli időben épített aknasír a thébai nekropoliszban, a Nílus nyugati partján, a mai Luxorral szemben. A férj halotti templomától és sírjától mintegy 170 méterre északkelet felé található, jóval messzebb, mint Tem anyakirályné, vagy hat másik hercegnő aknasírjai. Noferu gyermekeiről nem tudunk, férje utódja egy másik feleségtől, Temtől született fia lett, ezért ez a távolság esetleg kegyvesztettségre is utalhat.
A sír az ókor óta nyitva áll. Hatsepszut építésze, Szenenmut, a XVIII. dinasztia idején Montuhotep sírkomplexumához hasonló halotti templomot tervezett a királynőnek (lásd: Hatsepszut halotti temploma), és az előd mellé építették fel azt. Ennek során az udvar sarkában előkerült Noferu sírja, így már ettől kezdve turistalátványosság volt. A modern korban Herbert Eustis Winlock tárta fel az 1924–1925-ös ásatási szezonban. A sír jelenleg Hatsepszut temploma alatt található, de annak építése alatt a sír bejáratát szabadon hagyták.
A sír két részből áll. A felszínen egy halotti kápolna van, ebből nyílik maga a sír. A falak és a szarkofág reliefekkel díszítettek, melyek a királynét ábrázolják szolgáival, valamint a királynénak bemutatott áldozatokat és vallási jeleneteket. A köveket már az ókorban kezdték elhordani építkezésekhez, ezért csak töredékesen maradtak fenn. A reliefek maradék töredékeit Winlock eltávolította, ma számos múzeumban láthatók.

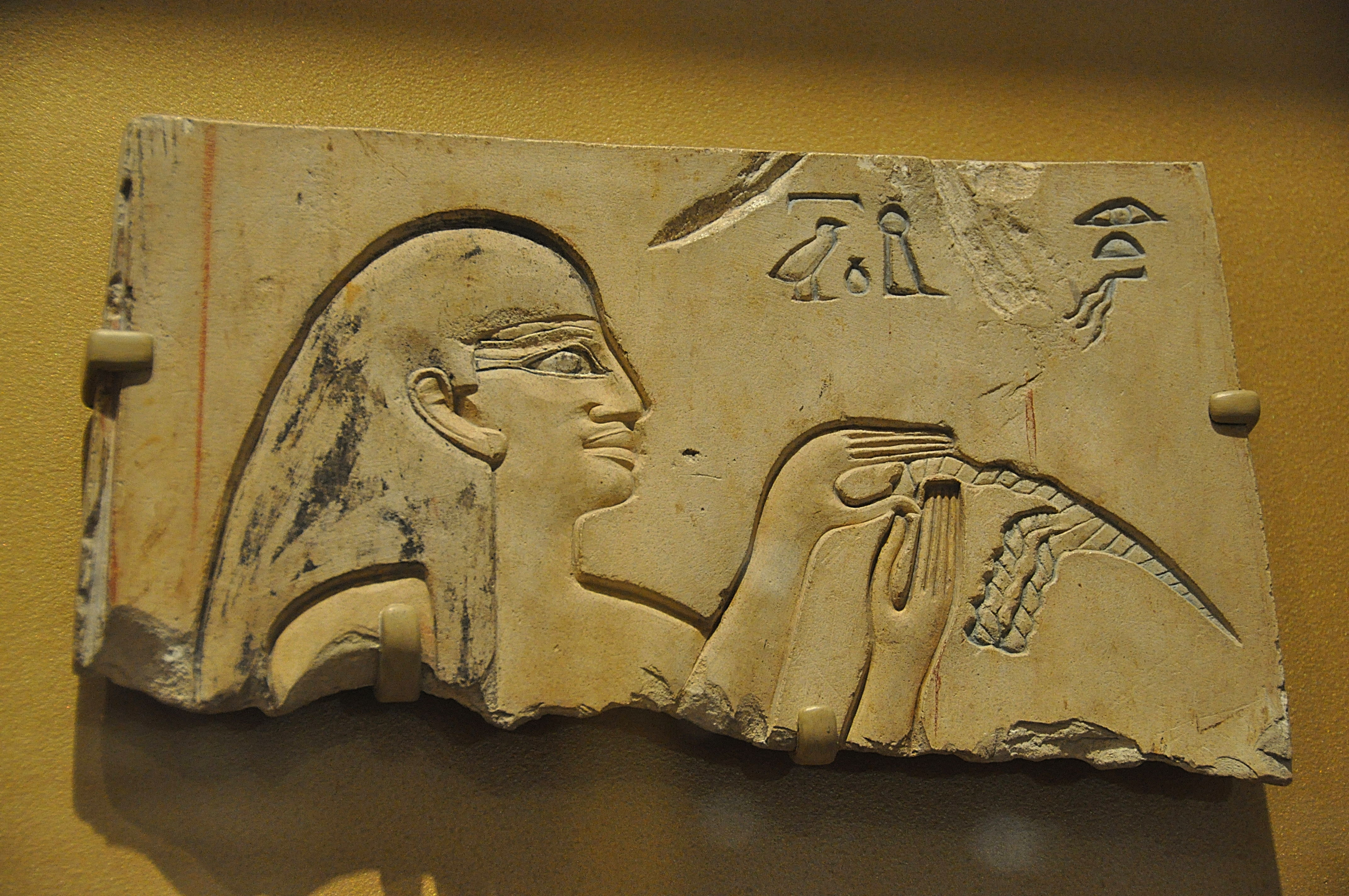
Egy fodrász alakja domborművön

| F35 | F35 | F35 |

| F35 | F35 | F35 |

## Lásd még
- Thébai sírok listája
- MMA sírok listája